# 1928 год в истории метрополитена
В этой статье перечисляются основные  события из истории метрополитенов в 1928 году. Полужирным шрифтом выделены открытия новых транспортных систем.

## События
- 6 апреля — открыты станции Морицплац и Неандерштрассе (ныне Хайнрих-Хайне-Штрассе) на линии U8 Берлинского метрополитена.
- 30 июня — открыта станция Ришельё — Друо на линии 9 Парижского метрополитена.
- 1 июля — открыта станция Калитея на Линии 1 Афинского метрополитена[1].
- 16 октября — открыт метрополитен Осло.
- 12 декабря — открыта станция Котбуссер Тор на линии U8 Берлинского метрополитена.